# Pita Limjaroenrat
Pita Limjaroenrat (in thailandese พิธา ลิ้มเจริญรัตน์, pʰí.tʰāː lím.tɕā.rɤ̄ːn.rát; Bangkok, 5 settembre 1980) è un politico e dirigente d'azienda thailandese. 
È stato il leader del Phak Kao Klai, partito dissolto dalla Corte Costituzionale nel 2024, che aveva conquistato il maggior numero di seggi alle elezioni del 2023 e che proseguiva la politica progressista del Partito del Futuro Nuovo, a sua volta dissolto nel 2020.
Dopo il trionfo elettorale, Pita è stato posto a capo di una coalizione con altri partiti pro-democrazia che ha raccolto 313 dei 500 deputati nella Camera bassa. La sua candidatura a primo ministro è stata presentata al nuovo Parlamento a camere congiunte ed è stata bocciata per il mancato appoggio del Senato, i cui membri erano stati eletti dalla giunta militare prima delle precedenti elezioni, costringendo Kao Klai all'opposizione. Sospeso dalla carica di deputato nel luglio 2023 con l'accusa di aver posseduto azioni di un'emittente televisiva quando era stato eletto, nel settembre successivo ha rinunciato al ruolo di leader del partito. Il 24 gennaio 2024, la Corte costituzionale lo ha assolto da tale accusa.
Nell'agosto del 2024 la Corte costituzionale thailandese ha ordinato la dissoluzione di Kao Klai con l'accusa di aver violato la Costituzione per aver proposto durante la campagna elettorale del 2023 di modificare la legge sulla lesa maestà, una delle più severe al mondo. Secondo il tribunale, il partito intendeva sovvertire l'ordine dello Stato ponendo fine alla monarchia, un'accusa particolarmente grave nel Paese. Con questa sentenza, la Corte ha inoltre vietato a Pita e a tutti gli altri membri del comitato esecutivo del partito di partecipare a qualsiasi attività politica per i successivi 10 anni.

## Biografia

### Famiglia e studi
Figlio maggiore di Pongsak Limjaroenrat, ex consulente del Ministero dell'Agricoltura e delle Cooperative, e di Linda Limjaroenrat, lo zio Padung Limjaroenrat era stato segretario al Ministero degli Interni e aiutante del primo ministro Thaksin Shinawatra. Da bambino Pita frequentò nella capitale il prestigioso Bangkok Christian College e proseguì gli studi in Nuova Zelanda.
Al ritorno si iscrisse alla Facoltà di Commercio e Contabilità dell'Università Thammasat, conseguì il bachelor con lode in Finanza nel 2002 e ricevette una borsa di studio per l'Università del Texas ad Austin. In seguito divenne il primo thailandese a disporre di una borsa di studio internazionale dell'Università di Harvard. Ottenne un master in Ordine pubblico alla Harvard Kennedy School e un master in Amministrazione aziendale alla Sloan School of Management del Massachusetts Institute of Technology. Nel dicembre 2012 sposò l'attrice Chutima Teepanart, con la quale ebbe la figlia Pipim, e divorziarono nel marzo 2019.

### Carriera aziendale
Dopo un anno di studi per il master, quando Pita aveva 25 anni morì il padre e dovette tornare in Thailandia per diventare il direttore della CEO Agrifood, un'azienda produttrice di olio di riso gestita dalla sua famiglia. Nel giro di due anni l'azienda si riorganizzò, Pita ritornò negli Stati Uniti e nel 2011 conseguì la laurea magistrale. Tra il 2017 e il 2018 fu il direttore del ramo thailandese della Grab.

### Carriera politica

#### Entrata in politica con il Partito del Futuro Nuovo
Tra le sue prime esperienze in politica vi fu quella come membro dello staff di un ministro durante uno dei governi di Thaksin Shinawatra. Divenne politico a tempo pieno quando entrò nel neonato Partito del Futuro Nuovo (PFN) e, su invito del leader Thanathorn Juangroongruangkit, accettò l'offerta di entrare nella lista dei candidati per un seggio alla Camera nelle elezioni del maggio 2019. Futuro Nuovo ottenne grande successo tra i giovani diventando il terzo partito thailandese e Pita fu eletto deputato risultando il quarto più votato del PFN. Le elezioni furono viziate dalle ripetute irregolarità volute dalla giunta militare che era al potere tra cui il grave ritardo nei tempi di scrutinio e il cambio delle regole per l'assegnazione dei seggi avvenuto dopo il voto, che privò PNF e la coalizione democratica di 10 seggi e della maggioranza alla Camera. L'incarico di primo ministro fu affidato al capo della giunta militare e primo ministro uscente Prayut Chan-o-cha e Futuro Nuovo entrò a far parte dell'opposizione.
Nel luglio successivo, Pita criticò le politiche agricole del nuovo governo con un discorso alla Camera su proprietà fondiaria, debiti degli agricoltori, cannabis, agriturismo e risorse idriche che raccolse diversi consensi e che fu anche lodato dal ministro degli Interni, il generale in pensione Anupong Paochinda. A novembre al leader di Futuro Nuovo Thanathorn Juangroongruangkit fu revocata la carica di deputato e Pita divenne il terzo deputato più votato del partito. Nel febbraio 2020, Futuro Nuovo venne dissolto per finanziamento illecito con una contestata sentenza della Corte costituzionale, organo controllato dai militari.

#### Leader del Partito Kao Klai e appoggio alle dimostrazioni del 2020-2021
Due settimane più tardi Pita fu scelto come leader di Phak Kao Klai (PKK), il partito che in quel periodo prese l'impegno di proseguire la linea politica del PFN, e si unirono a lui altri 54 deputati del disciolto partito. Pita annunciò che il PKK avrebbe condiviso l'ideologia di Futuro Nuovo conservando però una propria autonomia e portando avanti le proprie idee. Aggiunse che per non correre rischi il nuovo partito si sarebbe finanziato con piccole donazioni e con il merchandising.
Lo scioglimento del PNF fu la scintilla che scatenò la reazione popolare soprattutto tra i giovani; il giorno dopo lo scioglimento del partito centinaia di dimostranti si riunirono per contestare la sentenza e fu l'inizio di una lunga serie di manifestazioni anti-governative. Le principali richieste dei dimostranti furono lo scioglimento del Parlamento, la fine delle intimidazioni delle forze dell'ordine contro le opposizioni, profonde modifiche alla Costituzione e una radicale riforma della monarchia, argomento quest'ultimo che era considerato un tabù e non aveva precedenti nella storia del Paese. Phak Kao Klai non prese parte ufficialmente alle proteste ma appoggiò le richieste dei dimostranti, in particolare quelle sulla riforma della monarchia. Le proteste furono definitivamente soppresse dall'esercito verso la fine del 2021 con l'uso della forza, in particolare fu riutilizzata la legge sulla lesa maestà con la quale furono arrestati i maggiori leader del movimento. In quello stesso periodo Pita annunciò di essere candidato alla carica di primo ministro per il PKK alle prossime elezioni.

#### Trionfo alle elezioni generali del 2023, candidatura a primo ministro boicottata e sospensione dalla carica di deputato

18 maggio 2023, Pita festeggia dopo il trionfo elettorale

Nella campagna per le elezioni del maggio 2023, Kao Klai riprese le richieste dei dimostranti, come la riforma della Costituzione per limitare il potere dei militari, abolire l'obbligo del servizio militare e soprattutto modificare la legge sulla lesa maestà, utilizzata dal regime per porre fine alle proteste. Molti dei manifestanti aderirono al partito, furono attivi in campagna elettorale e alcuni si candidarono per un seggio in Parlamento. Con il proprio programma di riforme, Kao Klai si propose inoltre come nuova alternativa al duopolio tra il populismo di Pheu Thai e l'autoritarismo dei partiti militari, raccogliendo consensi in tutte le fasce di età.
Il 15 maggio, la Commissione elettorale rese pubblico il risultato preliminare delle elezioni, nel quale emerse la netta affermazione dei due partiti del fronte democratico Kao Klai (con 152 seggi) e Pheu Thai (141 seggi), che insieme raccoglievano 293 dei 500 seggi della Camera. Quello stesso giorno, Pita concordò un'alleanza con Pheu Thai e altri quattro partiti minori, nei giorni successivi si aggiunsero altri due partiti minori con cui il fronte democratico sarebbe arrivato a 313 seggi e in seguito fu annunciato che Pita sarebbe stato il candidato a primo ministro della coalizione. Per la scelta del primo ministro era però necessario disporre di almeno 376 voti, 1 voto in più della metà del totale tra i 500 deputati e i 250 senatori; i senatori erano quelli scelti dai militari prima delle elezioni del 2019, risultava quindi ancora un'incognita quale coalizione avrebbe eletto il primo ministro. Si sarebbe comunque dovuto aspettare diverse settimane l'annuncio dei risultati definitivi.
L'esito elettorale fu definito dagli osservatori un terremoto e rappresentò il ripudio da parte del popolo thailandese di 9 anni di dominio dei militari e dei partiti a loro associati Palang Pracharath e il nuovo Ruam Thai Sang Chart, che insieme raccolsero solo 76 seggi contro i 116 di Palang Pracharath nel 2019. Il consenso accordato alla radicale politica di cambiamento proposta da Kao Klai andò oltre ogni aspettativa; il partito superò anche il Pheu Thai di Paetongtarn Shinawatra, che era in testa nei sondaggi pre-elettorali. I partiti legati alla famiglia Shinawatra avevano largamente vinto tutte le elezioni che si erano tenute dal 2001 in poi. Particolare scalpore fecero i risultati di Bangkok, dove Kao Klai si assicurò 32 delle 33 circoscrizioni e l'ultima fu appannaggio di Pheu Thai. Un record senza precedenti del 74,28% degli aventi diritto votò nella capitale, e il 48,25% dei votanti diede la sua preferenza a Kao Klai, che ottenne così in città anche il numero più alto di voti per la lista dei partiti.
La società civile iniziò a esercitare pressione sui senatori per convincerli a votare per Pita e, a tutto il 19 maggio, furono almeno 14 i senatori che si dichiararono disposti a votarlo, mentre alcuni altri fecero sapere che non l'avrebbero votato. Dopo la sostanziale conferma dei risultati preliminari, la prima seduta congiunta di Camera e Senato per scegliere il primo ministro si tenne il 13 luglio, fu messa ai voti la candidatura di Pita e si concluse con 324 voti favorevoli, contro i 375 necessari per essere eletto, e fu decisivo il mancato appoggio dei senatori. Il successivo mercoledì 19 non si tenne la programmata seconda votazione per la candidatura di Pita dopo che i suoi oppositori fecero approvare una mozione con la quale fu stabilito che non era possibile presentarsi due volte come candidato primo ministro; nel corso del dibattito giunse inoltre la notizia che la Corte costituzionale aveva temporaneamente sospeso la sua carica di parlamentare con l'accusa di essere stato azionista di un'emittente televisiva quando era stato eletto deputato nel 2019.
Contro il veto del Parlamento per la seconda votazione sulla candidatura di Pita – ritenuto anti-costituzionale – numerosi reclami furono presentati all'Ombudsman, che inoltrò le richieste alla Corte costituzionale. In attesa della decisione della Corte, il Parlamento rinviò la programmata votazione di un nuovo candidato a primo ministro. Il 16 agosto fu annunciato che la Corte costituzionale aveva respinto il reclamo contro il veto alla candidatura di Pita in quanto lo stesso Pita non era tra i firmatari della petizione.
Gli ostacoli posti dai senatori e dagli altri parlamentari conservatori nella votazione di Pita, avevano nel frattempo indotto Pheu Thai ad annunciare che avrebbe formato una nuova alleanza senza Kao Klai, adducendo come motivo l'impossibilità di raggiungere una maggioranza vista l'intransigenza di Kao Klai nel voler modificare la legge sulla lesa maestà, considerata intoccabile dalla maggior parte dei parlamentari. Pheu Thai fece sapere che il candidato primo ministro nella successiva votazione sarebbe stato il magnate del settore immobiliare Srettha Thavisin, affacciatosi per la prima volta in queste elezioni sulla scena politica ed eletto deputato nelle sue liste.
Alla nuova coalizione di Pheu Thai si aggiunsero 10 partiti tra cui Partito Bhumjaithai e, per ultimi, Palang Pracharath e Ruam Thai Sang Chart, i partiti associati ai militari. Questa svolta sollevò le aspre critiche di molti sostenitori di Pheu Thai – i cui dirigenti avevano promesso prima delle elezioni che non avrebbero stretto alleanza con i partiti dei militari – oltre a quelle dei sostenitori di Kao Klai. La coalizione con il tradizionale nemico Pheu Thai, fu vista come un tentativo delle élite conservatrici di arginare l'emergere dei progressisti di Kao Klai, costringendoli all'opposizione. Il 22 agosto, la maggioranza del Parlamento riunito votò in favore della candidatura di Srettha Thavisin, che divenne così primo ministro.

#### Rinuncia alla carica di leader e altri incarichi nel partito, reintegro alla carica di deputato
La sospensione dalla carica di deputato e gli altri ostacoli posti dai conservatori per la sua nomina a primo ministro, portarono Pita a rinunciare in settembre alla carica di capo del partito; rimase in veste di consulente e di responsabile per le attività da svolgere fuori dal Parlamento e al suo posto fu nominato Chaithawat Tulathon, ex redattore di riviste politiche, fino alla sua assoluzione il 24 gennaio 2024. Il 24 gennaio 2024, la Corte costituzionale prosciolse Pita dall'accusa di possedere azioni di un'emittente televisiva durante le elezioni del 2019, in quanto l'emittente era chiusa e Pita non aveva avuto alcun ruolo operativo nella stessa; gli fu quindi restituita la carica di deputato..

### Scioglimento di Kao Klai e mesa al bando di Pita per 10 anni dalla politica
Il successivo 31 gennaio, la Corte costituzionale ordinò a Kao Klai di porre fine alla campagna per modificare la legge di lesa maestà, sostenendo che rappresentava un tentativo di rovesciare la monarchia costituzionale. Secondo la CNN, gli osservatori giudicarono la sentenza un grave colpo per il movimento che appoggiava Kao Klai e un passaggio chiave per la dissoluzione del partito, per nuove azioni legali contro i suoi membri e contro gli attivisti dell'opposizione e per rendere impossibile a qualsiasi partito la possibilità di modificare la legge. Un professore della Facoltà di Legge dell'Università Thammasat affermò che con questa decisione della Corte la severa legge thailandese contro la lesa maestà diventava intoccabile.
Una petizione alla Commissione elettorale per inoltrare una formale richiesta di scioglimento di Kao Klai alla Corte costituzionale fu presentata da un membro del Partito Palang Pracharath, che aveva già presentato analoghe petizioni per lo scioglimento di Kao Klai e per l'incriminazione di Pita in merito al suo possesso di azioni dell'emittente televisiva nel 2019. Fu prospettata l'ipotesi che l'eventuale dissoluzione del partito avrebbe deteriorato la stabilità politica e sociale in Thailandia. Membri di Kao Klai fecero sapere che il movimento nato per modificare la legge avrebbe continuato anche con l'eventuale dissoluzione del partito e che con la sentenza del tribunale la monarchia rischiava di diventare una causa maggiore di conflitto nella politica nazionale. Pita affermò che danneggiare la monarchia non era mai stato nei piani del partito.
Il 7 agosto 2024, la Corte costituzionale accolse la richiesta della Commissione elettorale e ordinò lo scioglimento del partito per avere rischiato di minare il sistema democratico con la campagna per modificare la legge di lesa maestà. Dispose inoltre il divieto all'attività politica per 10 anni per 11 membri dell'esecutivo – tra i quali Pita – mentre agli altri parlamentari di Kao Klai fu concesso di mantenere la carica, ma con l'obbligo di trovare un nuovo partito entro 60 giorni. Il verdetto sollevò pesanti critiche e interrogativi sul futuro della Thailandia sotto il profilo sociale e politico. Tra le più importanti istituzioni e personalità che espressero preoccupazioni sulle condizioni del Paese vi furono l'Unione europea, il Dipartimento di Stato degli Stati Uniti d'America e l'Alto commissario delle Nazioni Unite per i diritti umani Volker Türk. La situazione peggiorò ulteriormente quando la settimana successiva il primo ministro Srettha Thavisin del Partito Pheu Thai fu destituito con una ulteriore sentenza della Corte costituzionale.

### Rifondazione di Kao Klai con il nome Partito del Popolo
Il 9 agosto, i membri del disciolto Partito Kao Klai fondarono il nuovo Partito del Popolo (in thailandese พรรคประชาชน, Phak Prachachon), che secondo il suo nuovo leader Natthaphong Ruengpanyawut avrebbe mantenuto il vecchio programma. La nuova formazione portò con sé i problemi giudiziari di Kao Klai, con 44 dei suoi membri posti sotto indagine per la loro condotta dalla Commissione nazionale anti-corruzione, avendo militato in un partito che aveva appoggiato il disegno di legge per la riforma dei regolamenti sulla lesa maestà.